# Kanu

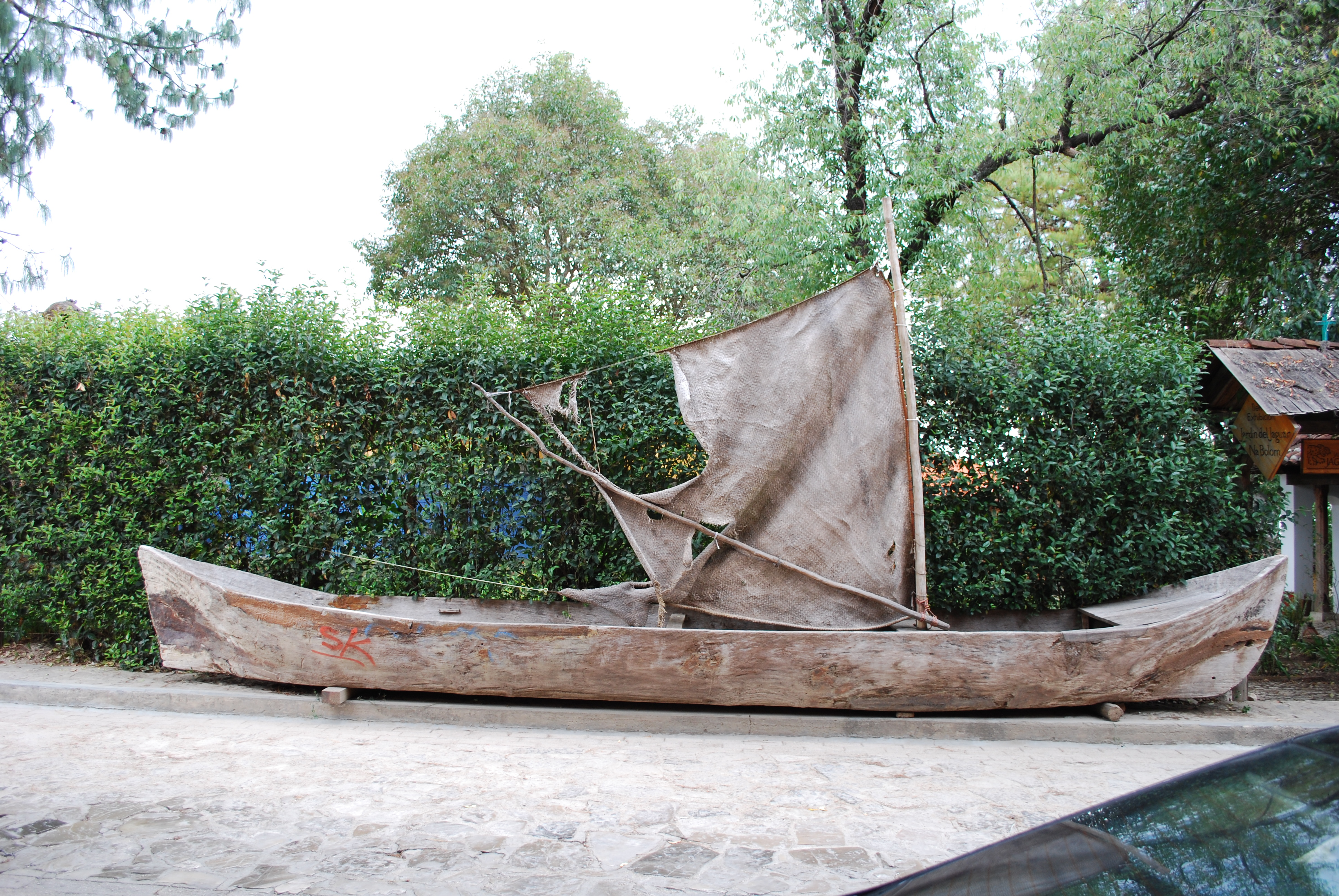
Lacandonenkanu vor einem Museum in Chiapas

Ein Kanu ist ein Boot, das mit Paddeln in Blickrichtung bewegt wird, auch Paddelboot genannt. Die wesentlichen Gattungen sind Kajaks und Kanadier. Im Gegensatz dazu werden Ruderboote in der Regel mit dem Rücken zur Fahrtrichtung gerudert. Bei Ruderbooten ist das Skull oder der Riemen mit dem Bootsrumpf verbunden (Dolle), während in einem Kanu die Paddel frei geführt werden. In Kajaks werden Doppelpaddel verwendet, während in Kanadiern Stechpaddel zum Einsatz kommen.

## Begriff

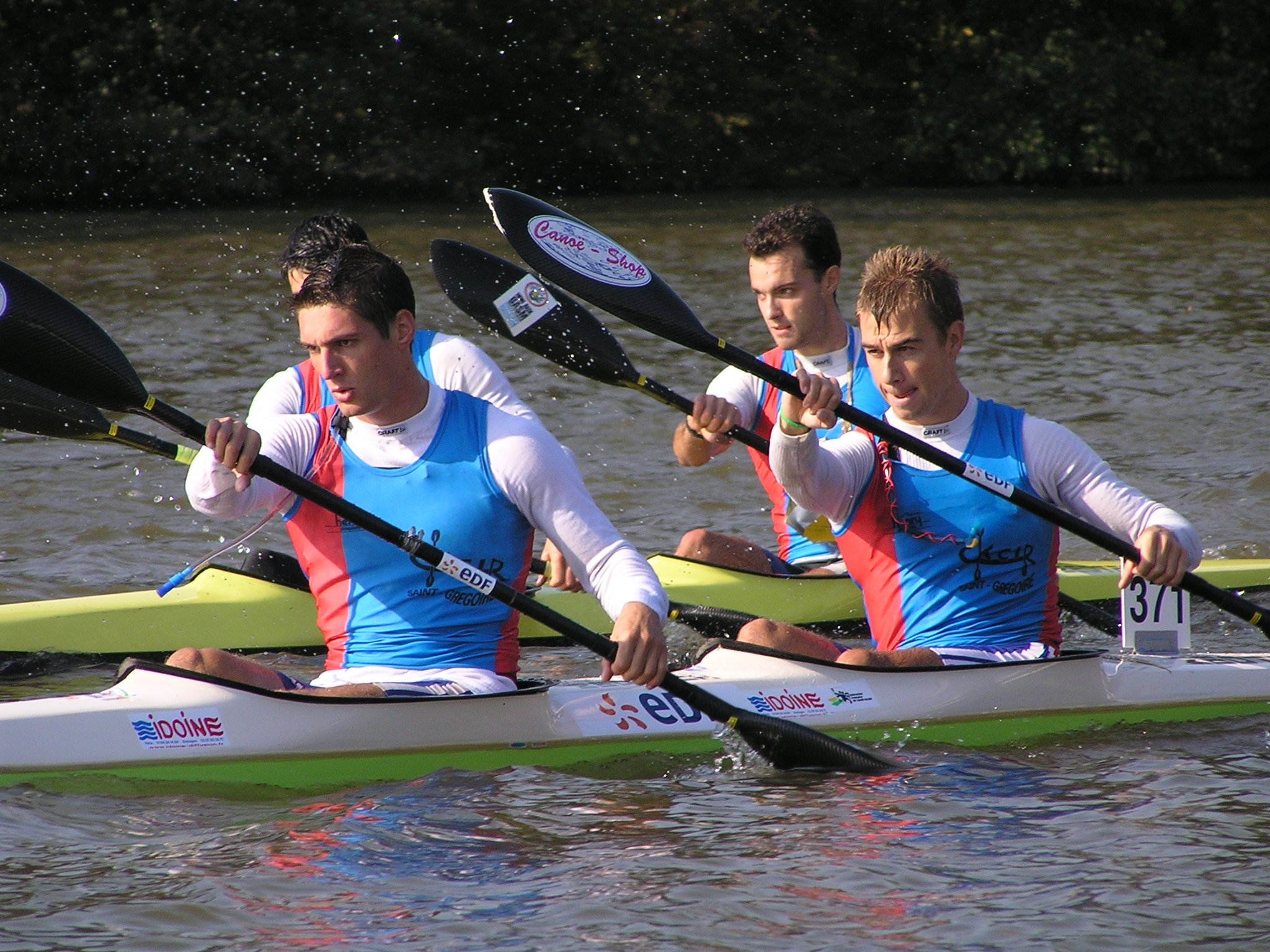
Kajak-Rennen

Der Begriff ist auf eine Eindeutschung des englischen canoe Ende des 19. Jahrhunderts zurückzuführen, als vermehrt aus Großbritannien stammende Kanuten in Kontinentaleuropa unterwegs waren. Der älteste deutsche Kanuverein, der 1905 gegründete Alster-Canoe-Club aus Hamburg, führt weiterhin die traditionelle Schreibweise Canoe in seinem Namen.
Im britischen Englisch wird canoe wie im Deutschen als Oberbegriff verstanden und der Kanadier als open canoe, Canadian canoe oder Indian canoe bezeichnet. Im amerikanischen Englisch dagegen bezeichnet canoe einen Kanadier, wie auch das französische canoë. Der Kanusport heißt auf Französisch Canoë-Kayak.
Zuerst verwendete Christoph Kolumbus den Ausdruck der Arawak aus der Karibik. Inca Garcilaso de la Vega definierte ihn als ein offenes Boot. Die Engländer verwendeten dann den Ausdruck für alle Boote der Indianer. Der Begriff Kanadier in Europa entstand aus einem Missverständnis, als das Open Canadian Style-Kanu aus Kanada, das damals von der American Canoe Association anerkannte offene Kanu, als stellvertretend für alle Kanus angesehen wurde. Das Kanu aus Maine aus Holz und Tuch, welches erst 1934 anerkannt wurde, wurde dann auch als Kanadier bezeichnet.

## Geschichte

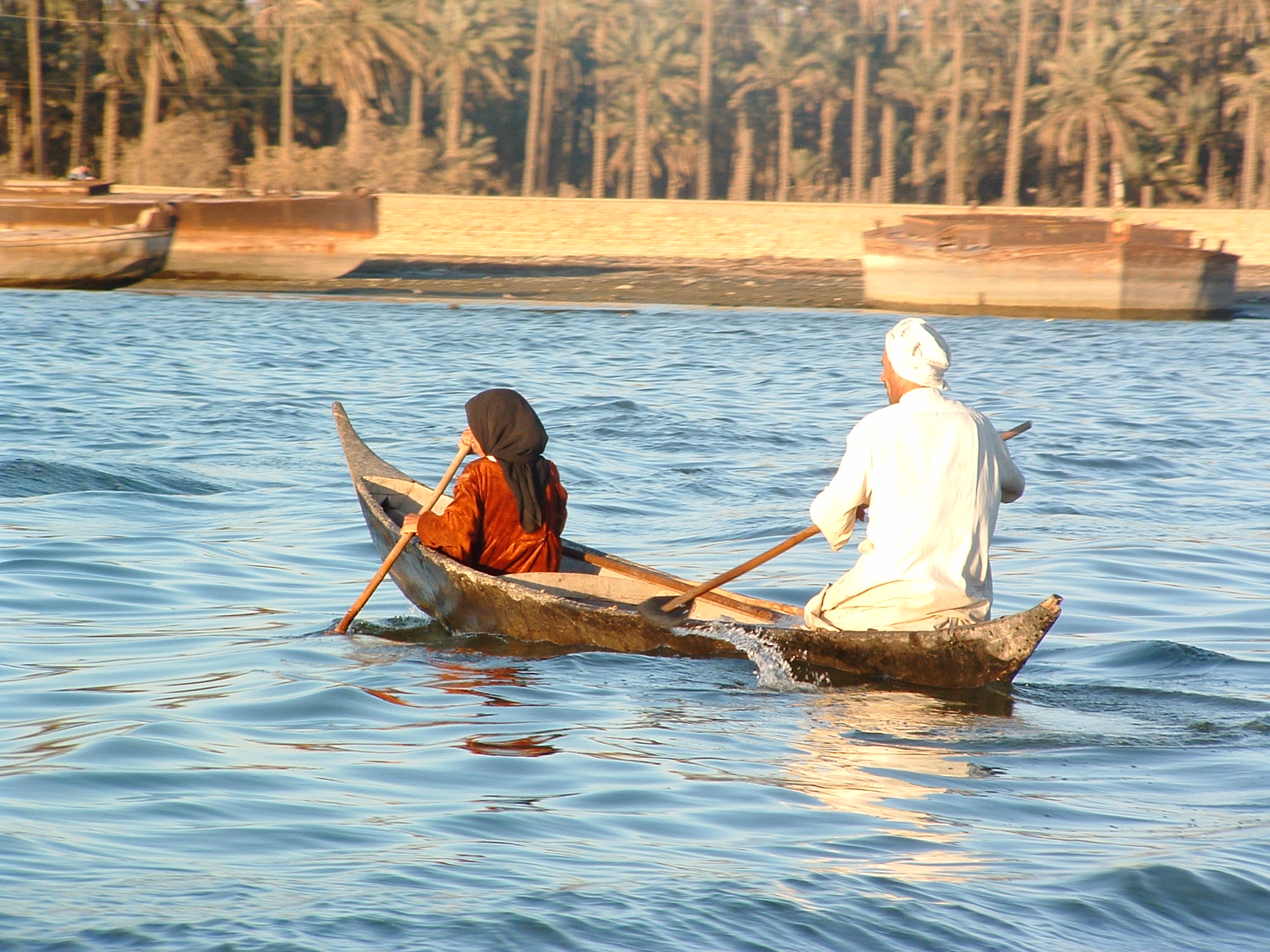
Einbaum auf dem Euphrat

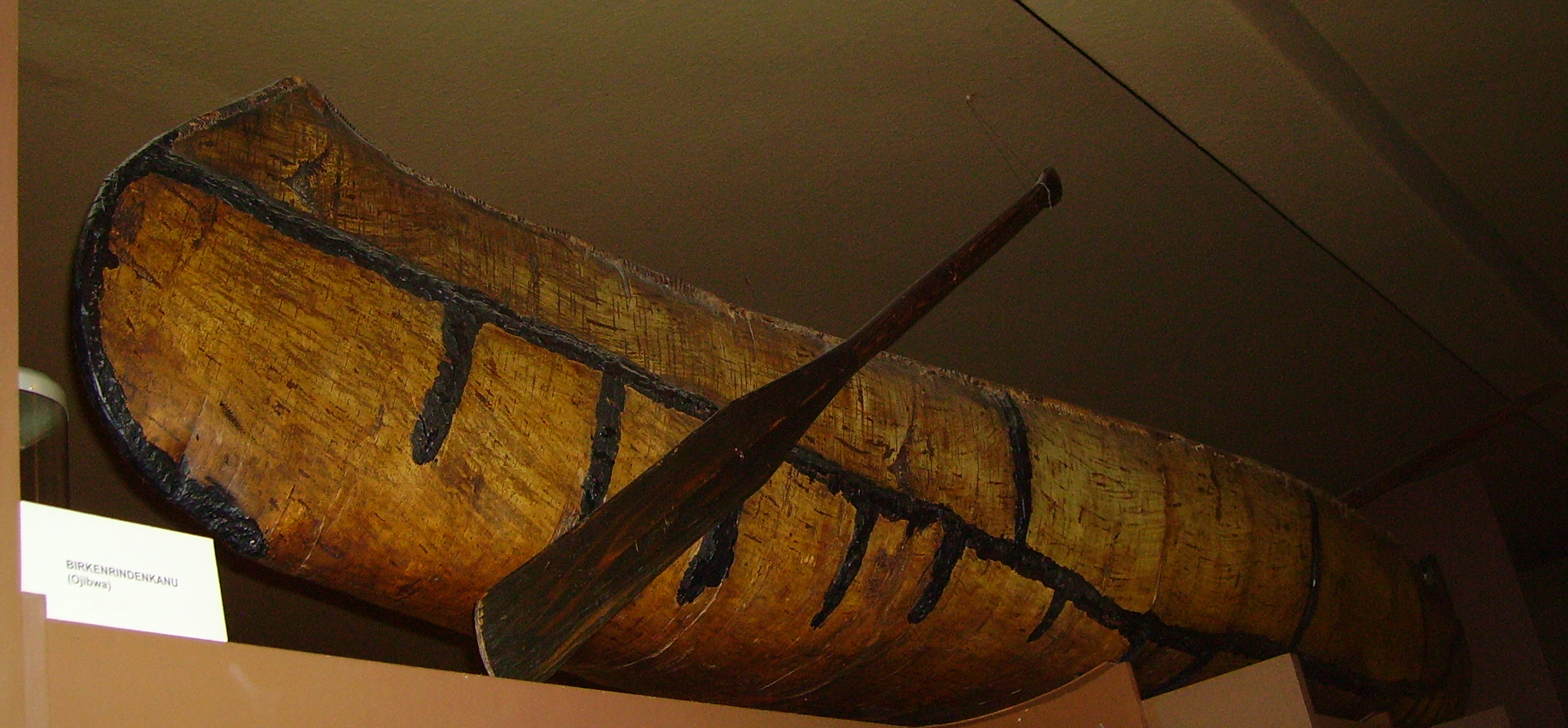
Birkenrindenkanu, Karl May Museum in Radebeul

Die ältesten archäologischen Nachweise eines Einbaums stammen von dem etwa 8000 Jahre alten Einbaum von Pesse aus der Provinz Drenthe in den Niederlanden. Den Ursprung eines Kanus datiert man hingegen auf ca. 4000 v. Chr. Ein Ur-Kanu, das etwa dieses Alter hat, wurde auch am Euphrat gefunden. Der Einbaum ist jedoch kein direkter Vorfahre der heutigen Kanusportboote. So sind Kajaks, Kanadier und Faltboote aus den Fellbooten der Eskimos und den Rindenbooten der Indianer Nordamerikas weiterentwickelt worden. Die ersten Ausführungen bestanden aus Tierhaut und Knochen bzw. Birkenrinde oder Holz. Auch Faltboote bestehen aus einem Innengestell mit Bespannung und sind sowohl als Kajaks als auch als Faltkanadier erhältlich. Manche Schlauchboote werden zu den Kanus gezählt.
Die Kajaks (ursprünglich immer gedeckte, also bauartbedingt oben geschlossene Kanus) stammen ebenso wie die Umiaks von den Inuit, die Kanadier von den Ureinwohnern Nordamerikas. Drachenboote stammen aus Asien, Auslegerkanus, Waka und Pirogen aus der Südsee.

## Bezeichnung
Den Fahrer eines Kanus bezeichnet man als Paddler bzw. Kanuten. Kajaks werden im Sitzen mit einem Doppelpaddel und Kanadier, je nach Art und Einsatzgebiet, im Sitzen oder Knien mit einem Stechpaddel bewegt.

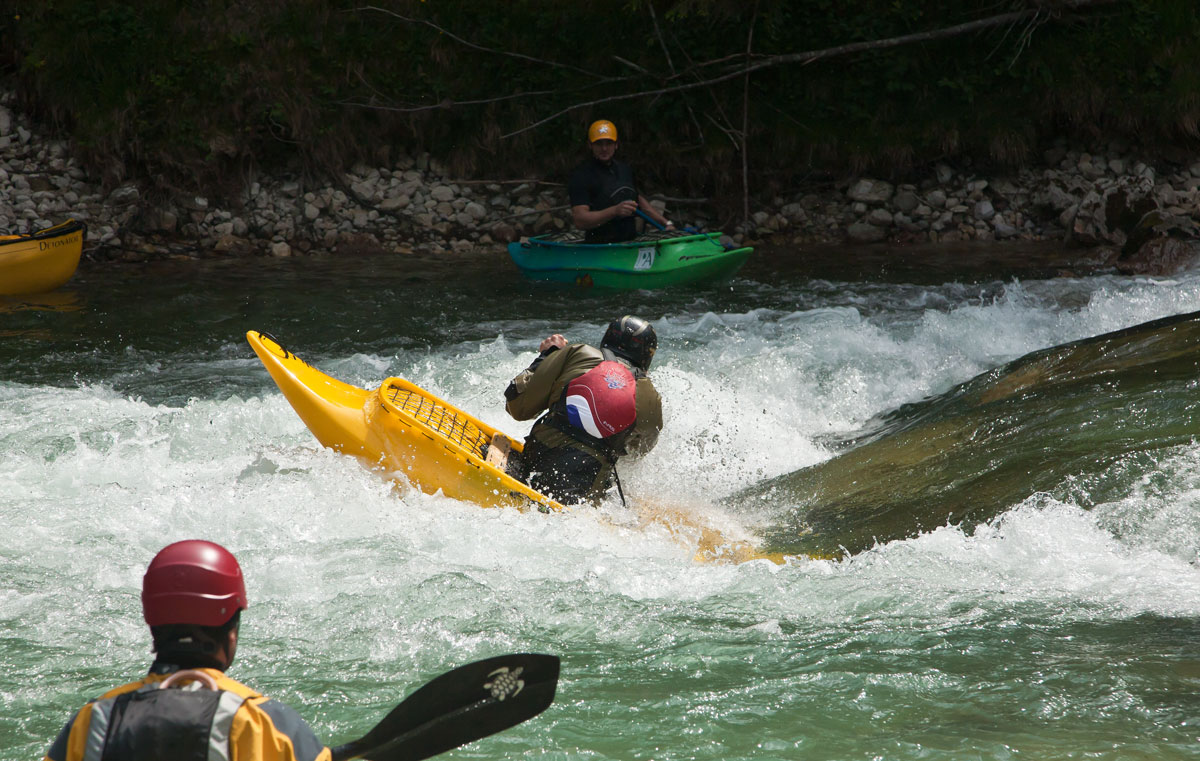
OC1 Freestyle/Rodeo, Eli Helbert, Team USA, auf der „Heliwelli“, Salza, Österreich

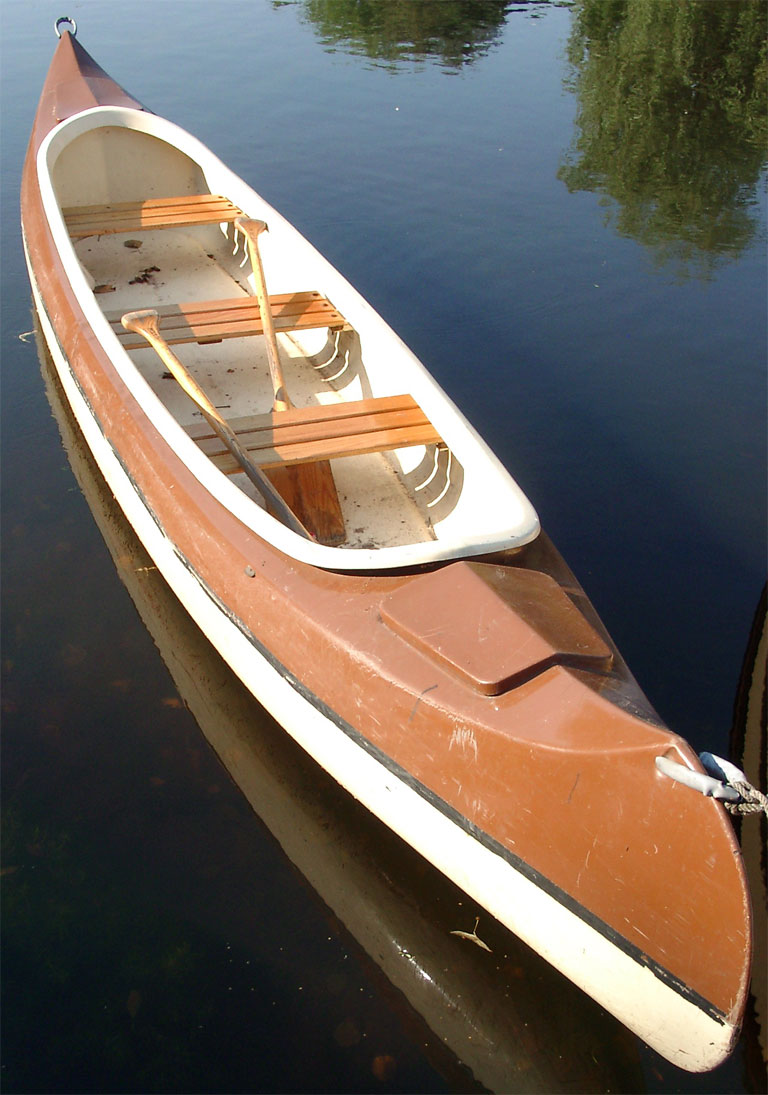
Kanadier aus GFK

## Bauformen und Sitzpositionen

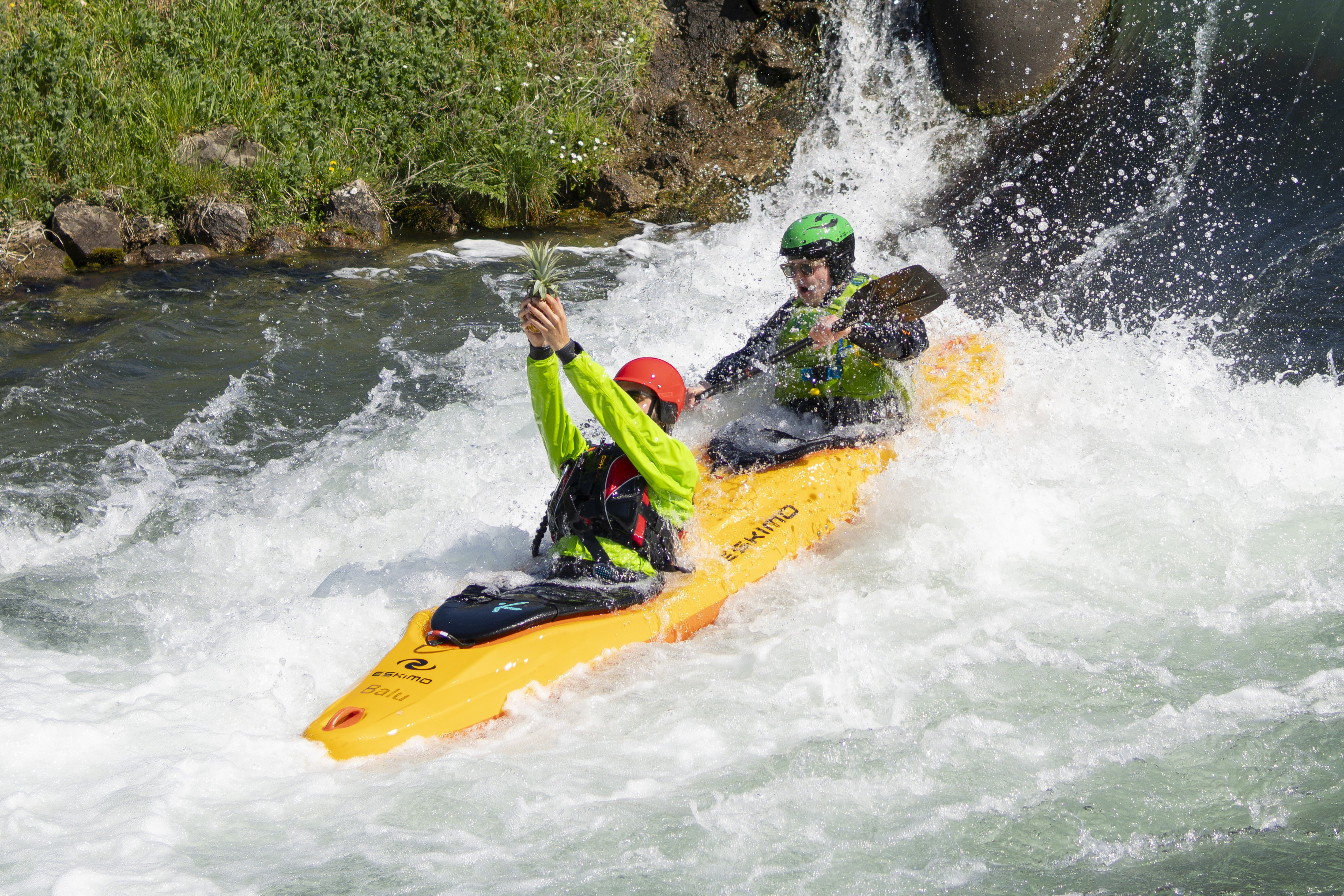
Zweisitziges Wildwasser Kajak aus Kunststoff

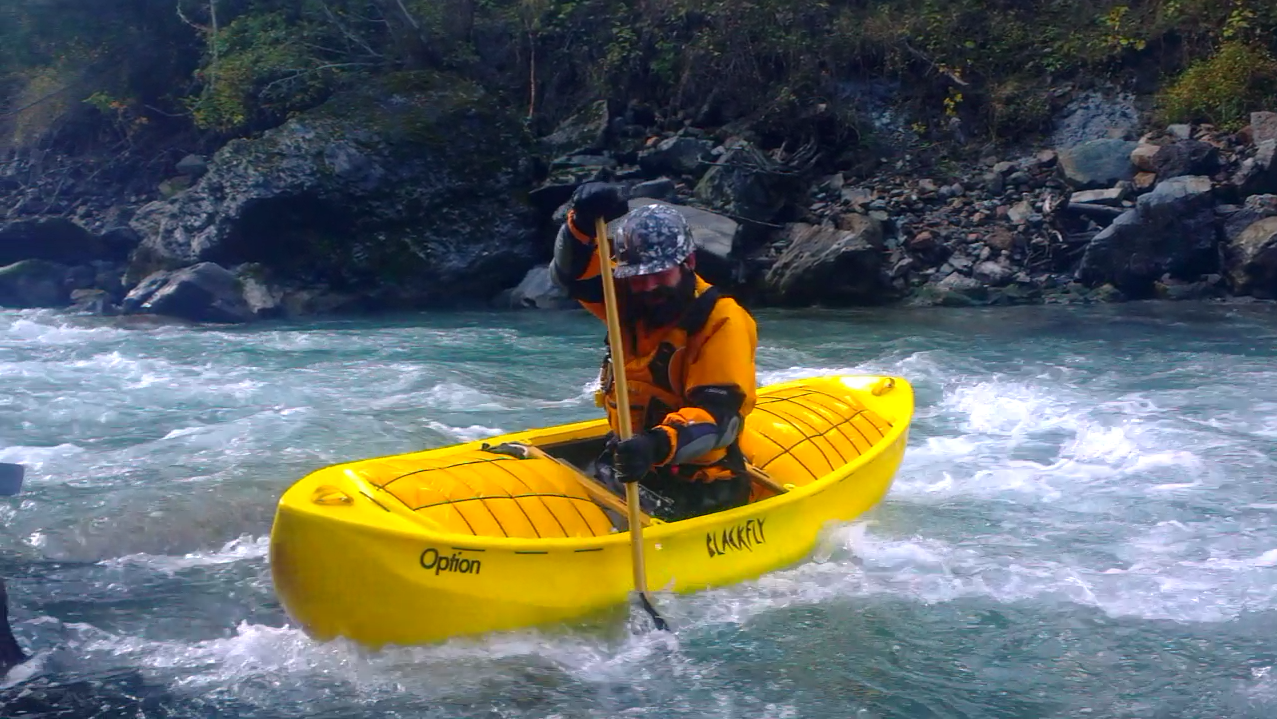
WW Open Canoe – Paddler auf dem Inn, Giarsun-Strecke, WW III-IV, in einem aktuellen Polyethylen-Kanu, geeignet für schweres Wildwasser und steile Bäche

Grob wird zwischen Kajaks mit geschlossenem Deck und Sitzluke(n) und den traditionell offenen Kanadiern unterschieden. Diese Unterscheidung trifft vor allem für Tourenboote, aber auch für Wettkampfboote im Kanurennsport und Kanumarathon zu. Im Kanuslalom, Wildwasserrennsport und Freestyle ist es manchmal schwierig, ein Kajak von einem Kanadier zu unterscheiden, da hier auch die Kanadier ein geschlossenes Deck haben können.
Während Kajaks immer im Sitzen gefahren werden, kniet man aufgrund der besseren Kraftübertragung im Kanadier meist. In Wildwasserkanadiern werden zur besseren Bootskontrolle und Gewichtsverteilung Sattelsitze oder sog. „Bulkheads“ verwendet. Zusätzlich im Boot befestigte Knie- bzw. Oberschenkelgurte sorgen bei den Booten ohne Bulkhead dafür, dass auch in extremen Fahrsituationen nicht der Halt im Boot verloren geht. Bulkheads hingegen umfassen die Oberschenkel eines Paddlers passgenau mit geschlossenzelligem Schaum. So ist selbst im offenen Kanadier eine Eskimorolle zum Wiederaufrichten des gekenterten Bootes möglich. Im Kanurennsport und Kanumarathon (in der europäischen Wettkampfform) kniet der Paddler in einem Kanadier auf einem Knie, das andere ist aufgestellt. Diese Boote verzichten oft komplett auf einen Sitz. Tourenkanadier werden vielfach im Sitzen gepaddelt, da die kniende Position (auf der Sitzvorderkante hockend, Füße unter den Sitz geschoben) gewöhnungsbedürftig ist. Die kniende Position bietet jedoch eine bessere Bootskontrolle, eine bessere Kraftübertragung und mehr Bewegungsfreiheit, daher wird sie von erfahreneren Paddlern häufig bevorzugt. Einige Bootshersteller tragen dem Rechnung, indem sie Sitze verwenden, die an der Vorderkante abgesenkt sind und so die kniende Position erleichtern.
Eine Zwischenform ist die Baidarka, die sowohl kniend mit Stechpaddeln als auch sitzend mit Doppelpaddeln gefahren werden kann.
Die Hauptmerkmale der Fahreigenschaften von Kanus sind Geschwindigkeit, Wendigkeit und Kippstabilität. Heute kennt man im Kanusport vielfältige Bootsformen, Bootsklassen und Disziplinen. Kanadier sind häufig kippstabiler, vertragen oft eine höhere Zuladung als Kajaks und lassen sich einfach beladen bzw. lassen die Paddler 
einfacher ein- und aussteigen. Je nach Form und Paddeltechnik müssen Kanadier dabei weder langsamer, noch weniger wendig sein als Kajaks.
Eine Sonderform des Kanus ist der Punt. Ursprünglich wurden Punts aus Holz gebaut und durch Staken fort bewegt. Daher kommt der Name (das englische Verb „punt“ bedeutet zu Deutsch staken). Der Grundriss ähnelt einem Rechteck. Das Hinterschiff ist gedeckt. Heute ist diese Kanuart hauptsächlich noch im Spreewald zu finden.
Heute werden Kajaks und Kanadier vor allem aus GFK, PE, Royalex (seit Ende 2013 nicht mehr produziert), PVC und Aluminium gefertigt, seltener auch aus Holz oder als Textil- oder lederbespannte Spantenkonstruktion aus Weide, Schilf oder gar Knochen.